# Tobias van Domselaer
Tobias van Domselaer (Amsterdam, 1611 – aldaar, 1685) was een Nederlandse prozaschrijver en gedurende 22 jaar regent van de Schouwburg van Van Campen, aanvankelijk samen met Jan Vos en Johannes Serwouters. Hij was een rooms-katholiek tegenstander van Lodewijk Meyer, een Spinozist.
Hij is het meest bekend geworden door zijn Beschryvinge van Amsterdam (Amsterdam 1665), gebaseerd op aantekeningen van Dapper en Pontanus. Daarin worden de voornaamste gebouwen, markten en gebeurtenissen uit de 17e eeuw beschreven. De uitbreiding van de Lastage verliep minder voorspoedig dan lange tijd op gezag van Tobias van Domselaer en zijn navolgers is aangenomen.
Hij publiceerde:
- Verscheyde Nederduytsche gedichten ... versamelt door †. Amst, 1659.
- Het Ontroerde Nederlandt, Door de Wapenen des Konings van Vrankryk, Dat is Een Waarachtigh Verhaal van den Fransen, Engelsen, Keulsen, en Munstersen Oorlogh, Tegen de Vereenigde Nederlanden, Met desselfs Binnelandtse Beroerten. Door een Liefhebber der waarheydt, uyt eenige authentijke Stukken, Schriften, Oog- en Oor-getuygen, beschreven, en te zamen gestelt. By Tobias van Domselaer.
- Alle de voornaamste gebouwen der wijtvermaarde koopstad Amsterdam (Amsterdam, na 1682).

In de Dapperbuurt in Amsterdam is een straat naar hem vernoemd.